# Поддържани резервати в България
Поддържан резерват представлява екосистема, включваща редки и/или застрашени диви растителни и животински видове и местообитанията им. Със създаването на тази категория защитени територии се дава възможност да бъдат защитени най-значимите влажни зони в България.
Към 31 декември 2017 г. в България поддържаните резервати са 35 с обща площ 4521,3 ha. Обхващат предимно влажни зони и по-малки горски резервати, често засегнати от извършващите се горскостопански дейности в близост до тях.
| Име                        | Дата на обявяване    | Площ (ha) | Местоположение           | Землище                         | Цел на обявяване | Снимка |
| -------------------------- | -------------------- | --------- | ------------------------ | ------------------------------- | --- | ------ |
| Амзово                     | 28 март 1968 г.      | 0,3       | Западни Родопи           | Смолян                          | Блатен плаун. |        |
| Ардачлъка                  | 27 февруари 1950 г.  | 123,8816  | Източна Стара планина    | с. Боринци                      | Естествена елова гора. |        |
| Атанасовско езеро          | 12 август 1980 г.    | 1031,9416 | Черноморско крайбрежие   | Бургас                          | Редки и изчезващи в страната и в Европа, гнездещи прелетни и зимуващи птици. |        |
| Балабана                   | 21 декември 1960 г.  | 76,9837   | Горнотракийска низина    | Елхово                          | Местообитания на различни видове чапли. Равнинни лонгозни гори. |        |
| Балтата                    | 20 април 1978 г.     | 204,6865  | Черноморско крайбрежие   | с. Кранево                      | Естествена лонгозна гора, с принадлежащата ѝ флора и фауна. |        |
| Богдан                     | 29 март 1972 г.      | 113,4     | Същинска Средна гора     | Копривщица                      | Вековна букова гора. |        |
| Борака                     | 22 април 1966 г.     | 14,7758   | Източни Родопи           | с. Сърница                      | Естествени черноборови гори. |        |
| Боровец                    | 24 септември 1951 г. | 35,9      | Източни Родопи           | с. Равен                        | Естествени черноборови гори. |        |
| Вельов вир (Водните лилии) | 24 юли 1962 г.       | 13,6      | Черноморско крайбрежие   | Приморско                       | Голямо находище на бяла водна лилия, жълта водна лилия (бърдуче), блатно кокиче, лонгозна гора с преобладание на ясена. |        |
| Вълчи проход               | 28 март 1968 г.      | 42,3101   | Източна Стара планина    | с. Голица                       | Типична вековна смесена гора от бук, благун, зимен дъб, габър в Източна Стара планина. |        |
| Върбов дол                 | 28 март 1968 г.      | 70,6      | Източна Дунавска равнина | с. Дебелец                      | Типични за района смесени насаждения от благун, зимен дъб и цер. |        |
| Габра                      | 5 декември 1949 г.   | 86,9521   | Влахина планина          | с. Църварица                    | Естествена популация от черен бор – типичен само за този район. |        |
| Дервиша                    | 23 октомври 1948 г.  | 11,2136   | Източна Дунавска равнина | Велики Преслав                  | Естествено находище на конски кестен. |        |
| Долна Топчия               | 29 февруари 1960 г.  | 467,473   | Горнотракийска низина    | Елхово и с. Трънково            | Находище на колхидски фазан. Лонгозна гора. |        |
| Ибиша                      | 8 октомври 1984 г.   | 34,4716   | Дунавска равнина         | с. Долни Цибър                  | Характерни дунавски островни съобщества – заливни гори и блата, обитавани от защитени видове растения и животни. |        |
| Изгорялото гюне            | 16 август 1949 г.    | 32,5581   | Западни Родопи           | Кричим                          | Естествено находище на дървовидна хвойна. |        |
| Казъл Черпа                | 29 юни 1951 г.       | 41,2886   | Източни Родопи           | с. Женда                        | Естествени черноборови гори. |        |
| Калфата                    | 28 март 1968 г.      | 47,0037   | Източна Дунавска равнина | с. Поляците и с. Дюля           | Типични за района вековна смесена широколистна гора, с участие на зимен дъб, благун, цер, бук, габър. |        |
| Киров дол                  | 28 март 1968 г.      | 54,1791   | Източна Дунавска равнина | с. Солник                       | Вековна 150-годишна гора от благун, цер, горун и бук, типична за района. |        |
| Конски дол                 | 24 юли 1962 г.       | 34,3987   | Западни Родопи           | с. Плетена и с. Сатовча         | Вековна смесена буково-смърчова гора. |        |
| Момин град                 | 3 май 1960 г.        | 6,6467    | Източен Предбалкан       | Върбица                         | Вековна букова гора. |        |
| Момчиловски дол            | 28 март 1968 г.      | 33,5603   | Западни Родопи           | с. Момчиловци и с. Соколовци    | Първична черноборова гора. |        |
| Острица                    | 20 февруари 1961 г.  | 135,988   | Голо бърдо               | Радомир, Перник и с. Кралев дол | Естествено находище на ценни растителни екземпляри. |        |
| Патлейна                   | 23 октомври 1948 г.  | 40,6205   | Източен Предбалкан       | Велики Преслав                  | Най-голямото в България находище на див рошков. |        |
| Персински блата            | 2 декември 1981 г.   | 404,1186  | Дунавска равнина         | Белене                          | Образци на островната природа на долното течение на река Дунав, съхраняване местообитанията и популациите на редки и застрашени от изчезване водолюбиви растения и животни.                                                 |        |
| Пясъчната лилия            | 29 юни 1962 г.       | 0,5184    | Черноморско крайбрежие   | Созопол                         | Едно от най-големите находище на пясъчна лилия върху пясъчни дюни. |        |
| Савчов чаир                | 28 март 1968 г.      | 103,4978  | Среден Предбалкан        | с. Войнежа                      | Вековна букова гора, около 100-годишна, от естествен произход, с участие на габър, явор, дива череша, ива, зимен дъб, дрян, шипка и други насаждения от смърч, ела, черен бор от изкуствен произход. Фаунистично богатство. |        |
| Сини бряг                  | 28 март 1968 г.      | 39,514    | Източна Стара планина    | с. Божевци и с. Изгрев          | Вековна девствена букова гора. |        |
| Сребърна                   | 20 септември 1948 г. | 892,0519  | Дунавска равнина         | с. Ветрен и с. Сребърна         | Влажна зона, изключително голямо богатство на орнитофауната. |        |
| Тъмната гора               | 10 октомври 1948 г.  | 32,5768   | Западни Родопи           | с. Ковачевица                   | Вековна смесена гора от смърч, бук и ела, характерна за тази част на Родопите. |        |
| Училищна гора              | 12 юни 1963 г.       | 134,6842  | Западна Стара планина    | с. Боженица                     | Вековна дъбова гора. |        |
| Хайдушки чукар             | 28 март 1968 г.      | 31,781    | Средна Стара планина     | с. Буйновци                     | Вековна букова гора, около 180-годишна, с участие на явор, смърч, бор, шестил, зимен дъб, папрати и други. Фаунистично богатство.                                                                                           |        |
| Чамджа                     | 15 април 1949        | 66,8292   | Средна Стара планина     | с. Христо Даново                | Естествено находище на черен бор. |        |
| Чамлъка                    | 30 декември 1956 г.  | 5,4       | Източни Родопи           | с. Албанци                      | Естествени черноборови гори. |        |
| Шабаница                   | 30 декември 1956 г.  | 22,0844   | Западни Родопи           | с. Триград                      | Вековна буково-смърчова гора. |        |